# Nunataks Gercena
Nunataks Gercena är nunataker i Antarktis. De ligger i Östantarktis. Australien gör anspråk på området.